# Вербка (Чортківський район)
Ве́рбка — село в Україні, у Коропецькій селищній громаді Чортківського району Тернопільської області. Розташоване на річці Коропець (притока Дністра), на півдні району. До 2015 центр сільради, якій було підпорядковане село Діброва.
За радянських часів було перейменоване на Прогрес.
Від вересня 2015 року ввійшло у склад Коропецької селищної громади.
Населення — 497 осіб (2003).

## Історія
Село згадується 25 лютого 1485 р.
Ще одна писемна згадка — 1864 року як власність Масловського. Правдоподібно, село постало на місці фільварку «Вербки Коропецькі».
1929 року в селі утворено парафію РКЦ, яка входила до Бучацького деканату.
Протягом 1962–1966 село належало до Бучацького району. Після ліквідації Монастириського району 19 липня 2020 року село увійшло до Чортківського району.

## Політика

### Парламентські вибори, 2019
На позачергових парламентських виборах 2019 року у селі функціонувала окрема виборча дільниця № 610672, розташована у приміщенні школи.
Результати
- зареєстровано 304 виборці, явка 44,74%, найбільше голосів віддано за «Слугу народу» — 32,35%, за Всеукраїнське об'єднання «Батьківщина» — 24,26%, за Радикальну партію Олега Ляшка — 13,97%.[4] В одномандатному окрузі найбільше голосів отримав Микола Люшняк (самовисування) — 31,85%, за Ігоря Сопеля (Слуга народу) — 20,00%, за Володимира Бліхаря (Всеукраїнське об'єднання «Батьківщина») — 14,07%[5].

## Релігія
- Церква Вознесіння Господнього та Святого Димитрія (1990, кам'яна, ПЦУ та УГКЦ),
- парафіяльний костел Найсвятішого Серця Ісуса (перебудований з каплиці в 1920—1930-х рр.)[6]

## Пам'ятки
- Ботанічна пам'ятка природи місцевого значення Теребіш.

У Вербці споруджено пам'ятники:
- воїнам-односельцям[d], полеглим у німецько-радянській війні (1986),
- загиблому воякові УПА — «Бистрому» (2000).

## Соціальна сфера
Діють загальноосвітня школа І-ІІ ступеня, бібліотека.

## Відомі люди
- Гончар Іван Ярославович — голова Хмельницької обласної ради
- Мужів Степан Олексійович — головний інженер «Нафтопромгазу» (РФ)[7].

## Галерея

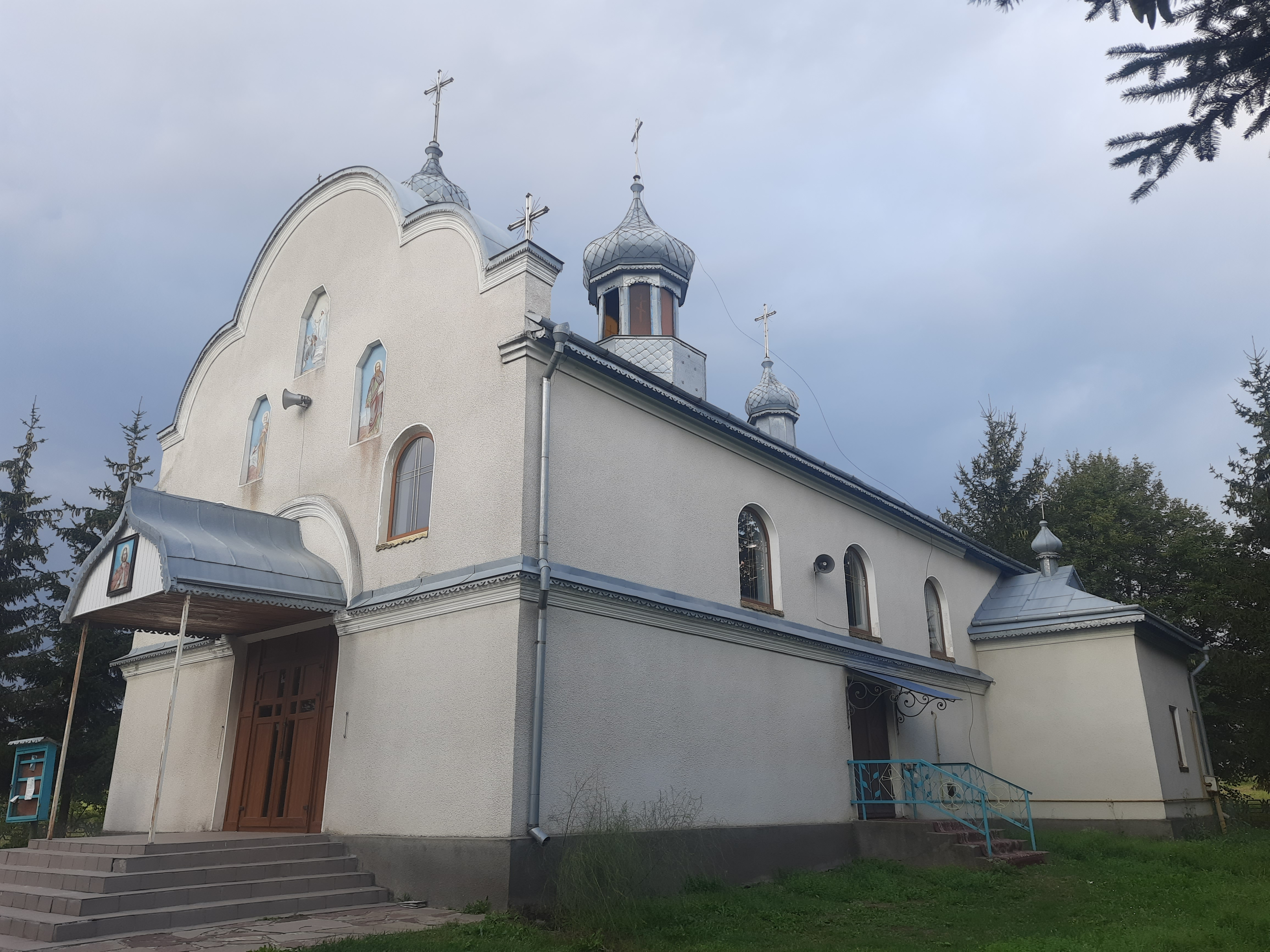
Церква Воскресіння Господнього
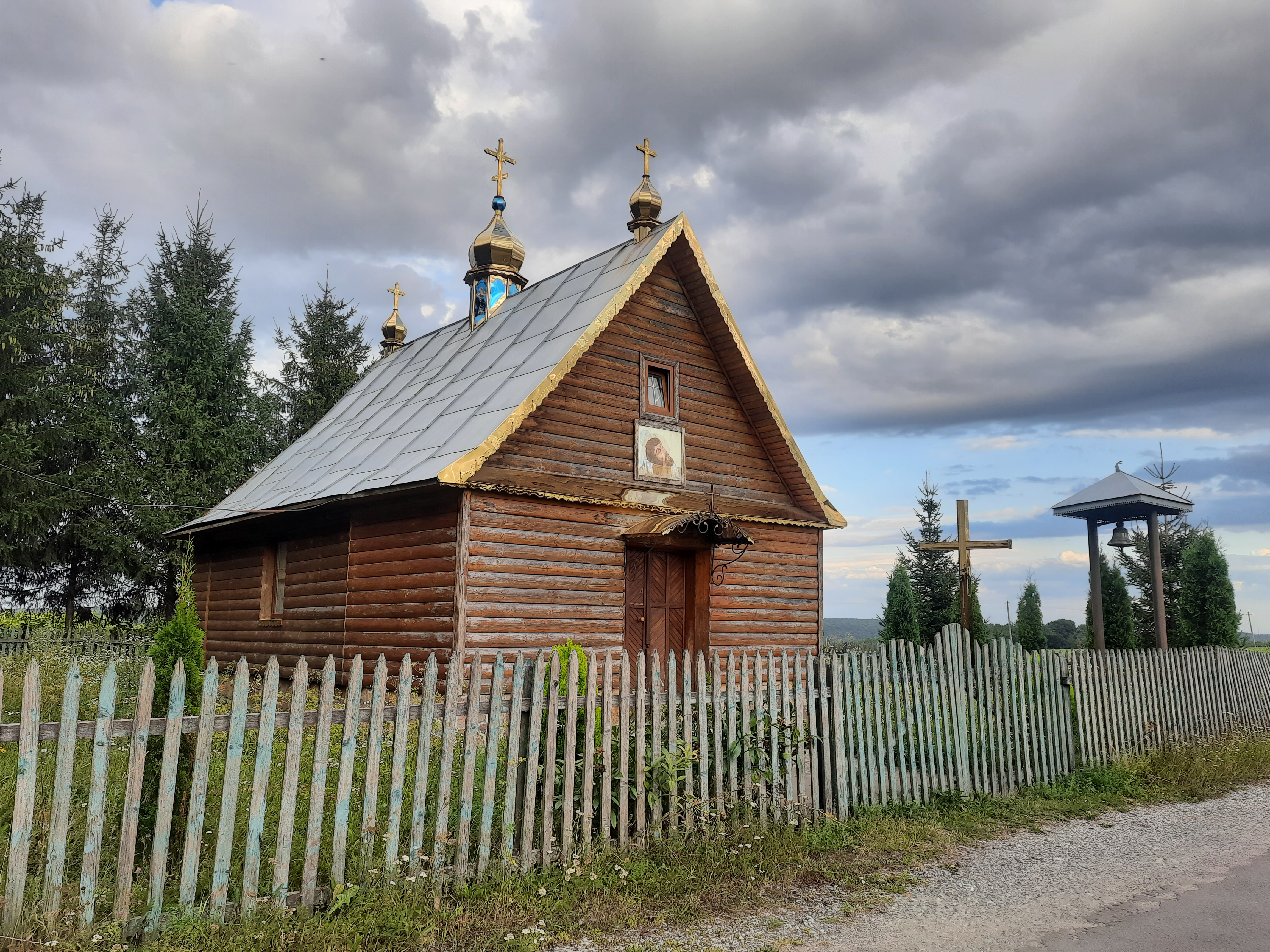
Капличка Усікновення голови Івана Христителя
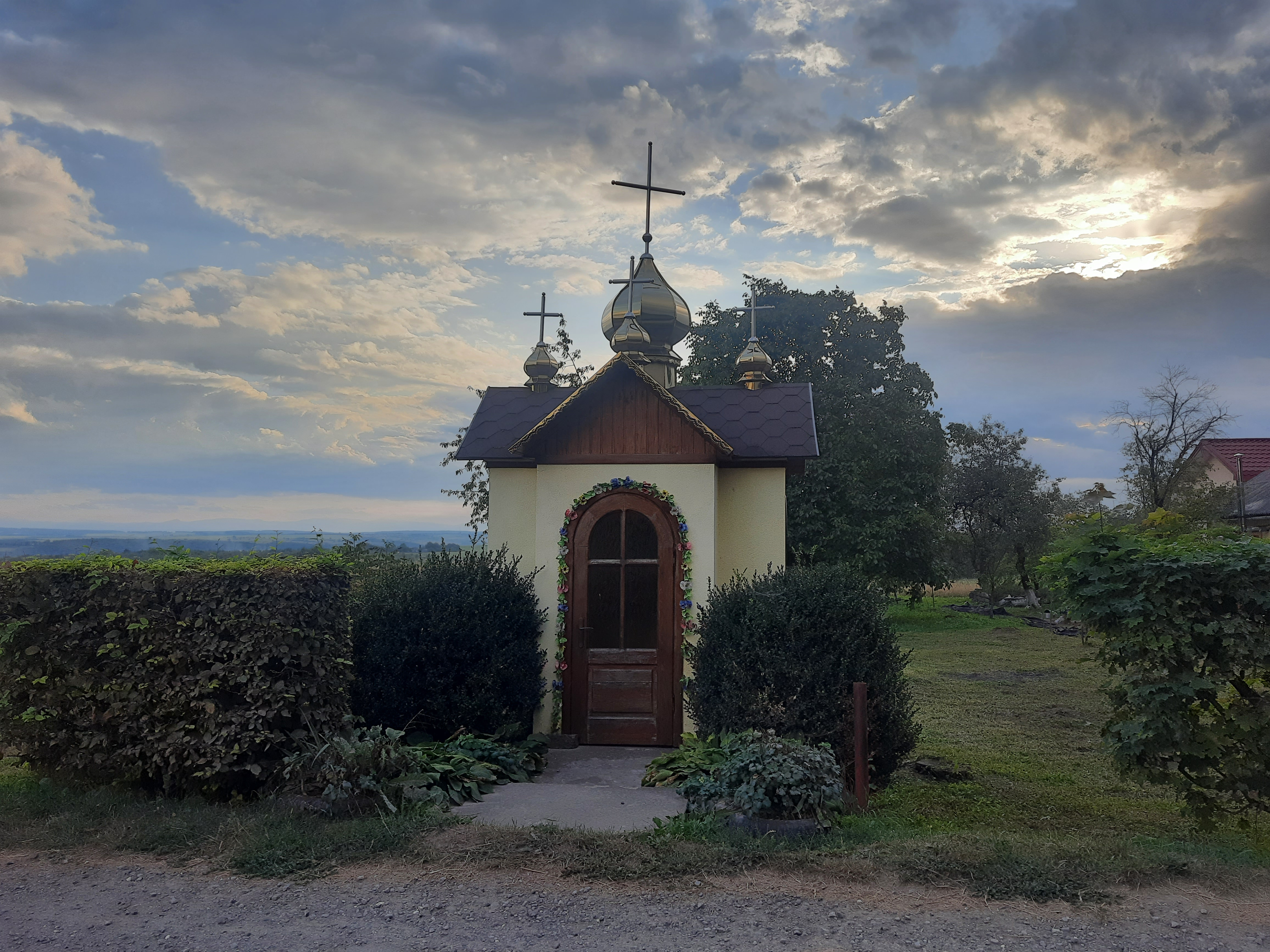
Капличка Матері Божої
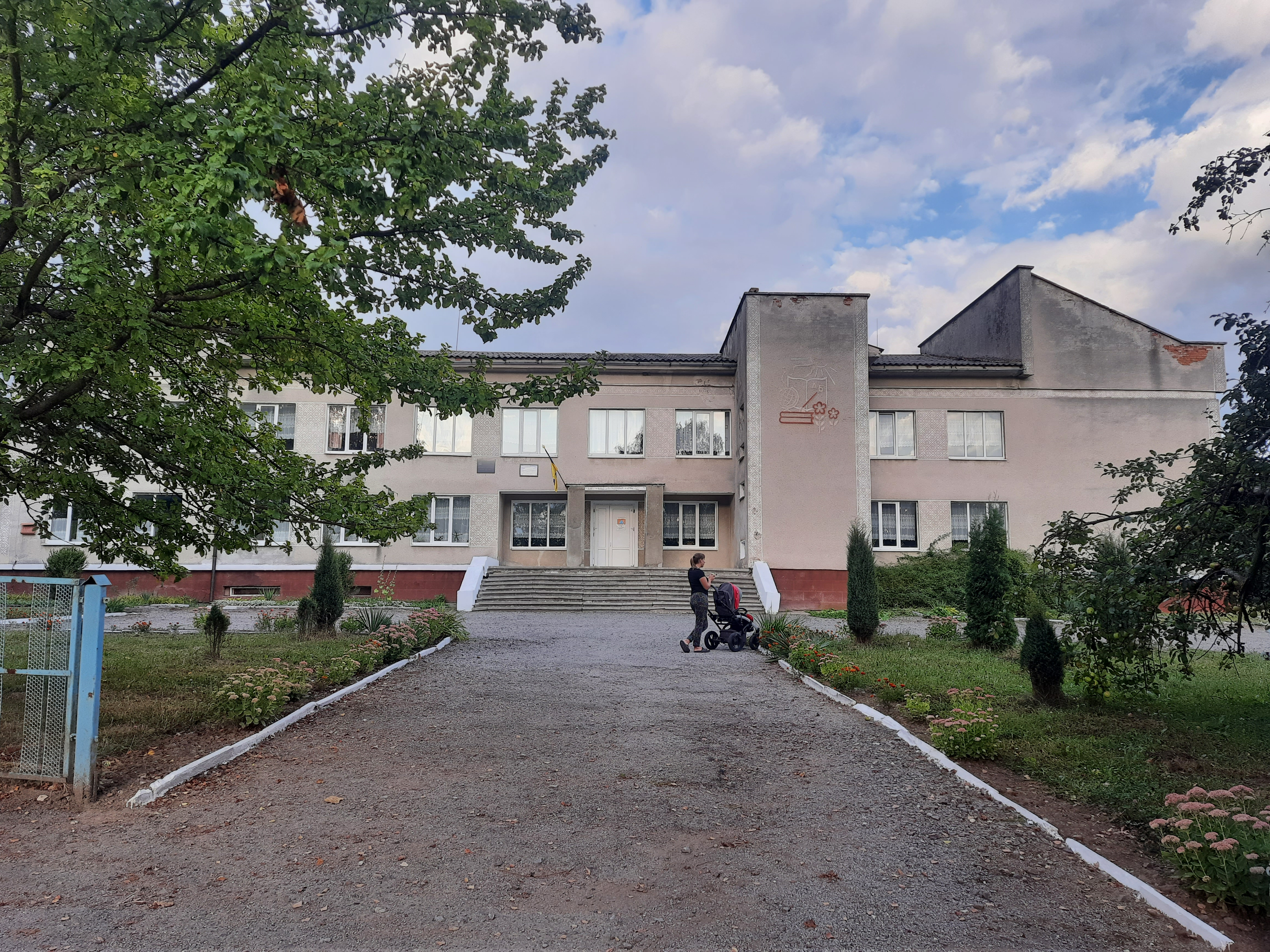
Школа
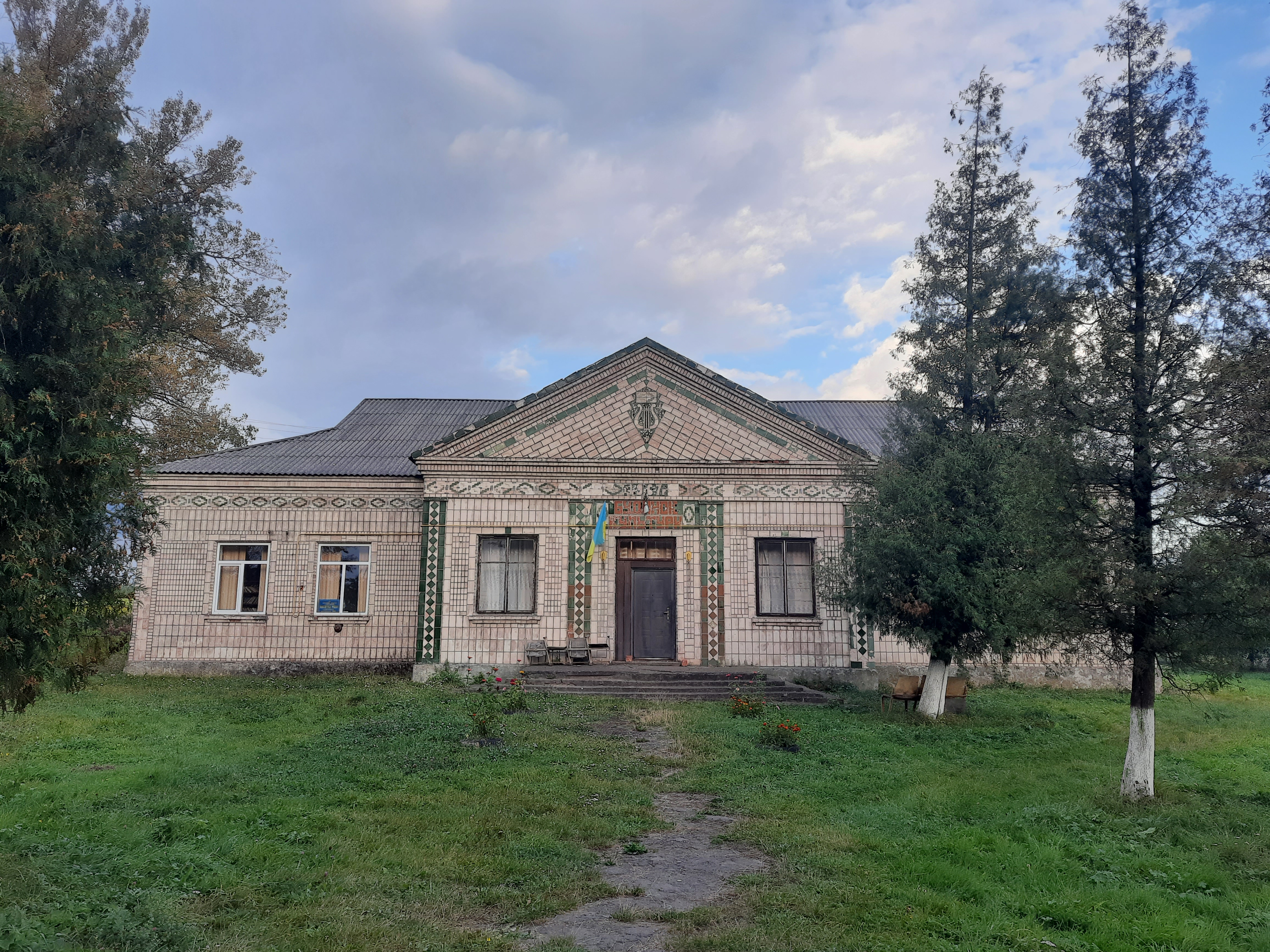
Клуб